# Basilique Santi Ambrogio e Carlo al Corso
La basilique Santi Ambrogio e Carlo al Corso (en français : basilique Saint-Ambroise-et-Saint-Charles-sur-le-Cours) est une basilique mineure de Rome, considérée comme l’église nationale des Lombards et des Milanais. 
Elle fut construite en 1612 à la place d’une église du XVe siècle. Elle est vouée à saint Ambroise de Milan et saint Charles Borromée, évêques milanais. Le cœur de ce dernier y est conservé.

## Histoire
L’église fut construite selon un projet d’Onorio Longhi et achevée par son fils Martino Longhi le Jeune (en) et Pierre de Cortone qui dessina la coupole (la troisième de Rome) et la fit décorer de stucs (1669).
Achille Ratti, futur Pie XI, y célébra sa première messe le 21 décembre 1879.
Les fresques de la voûte de la basilique ont été peintes en 1670-1671 par Giacinto Brandi.

C'est dans cette église que Franz Liszt aurait dû épouser Carolyne de Sayn-Wittgenstein le 22 octobre 1861, si un revirement papal de dernière minute n'avait rendu cette union impossible.

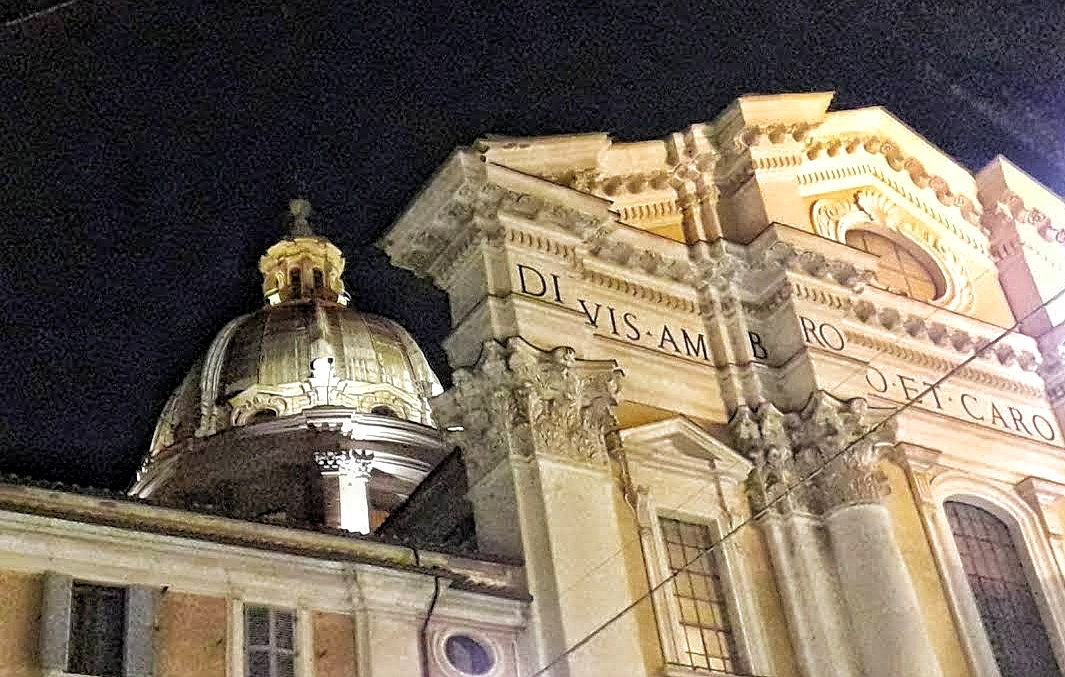
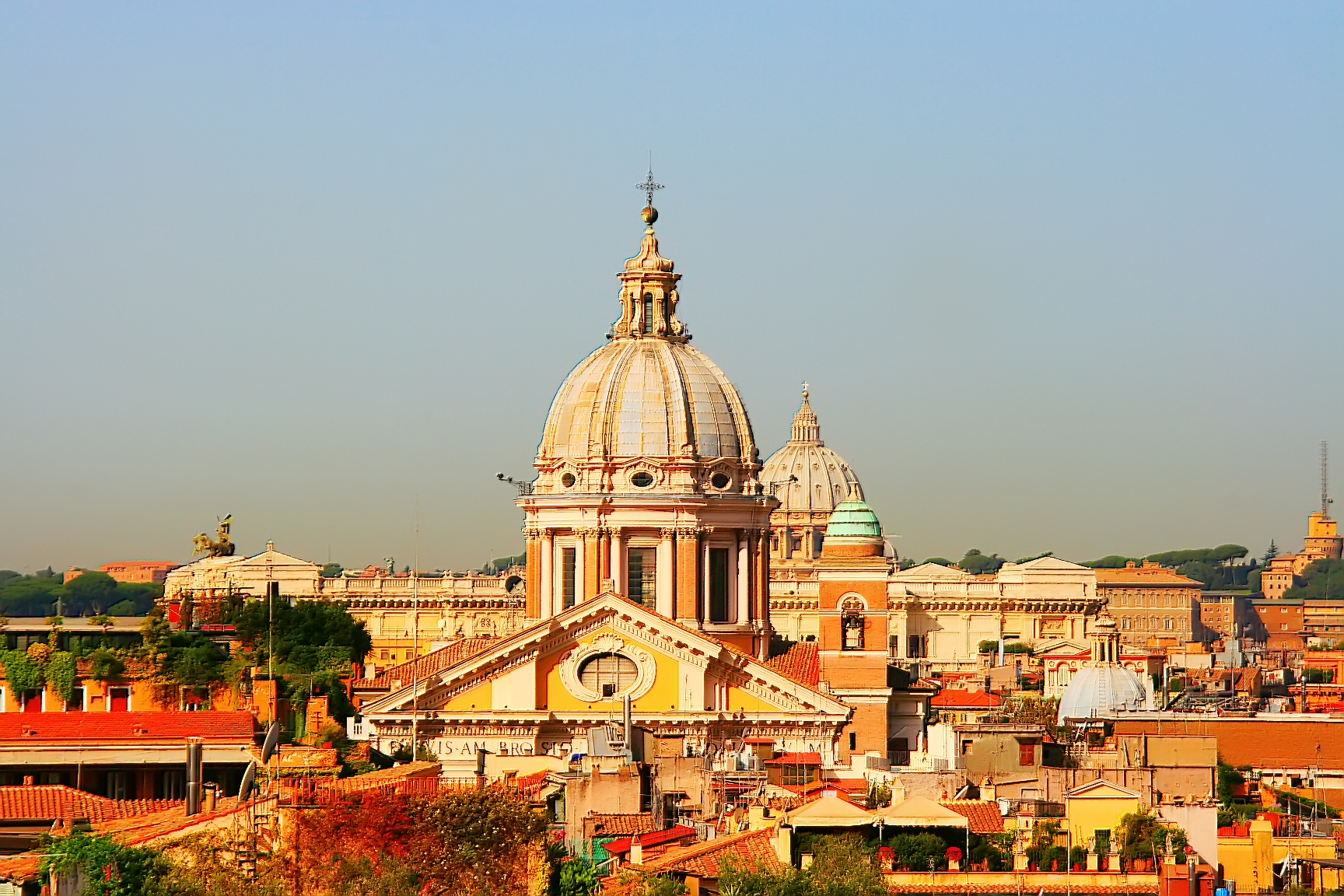
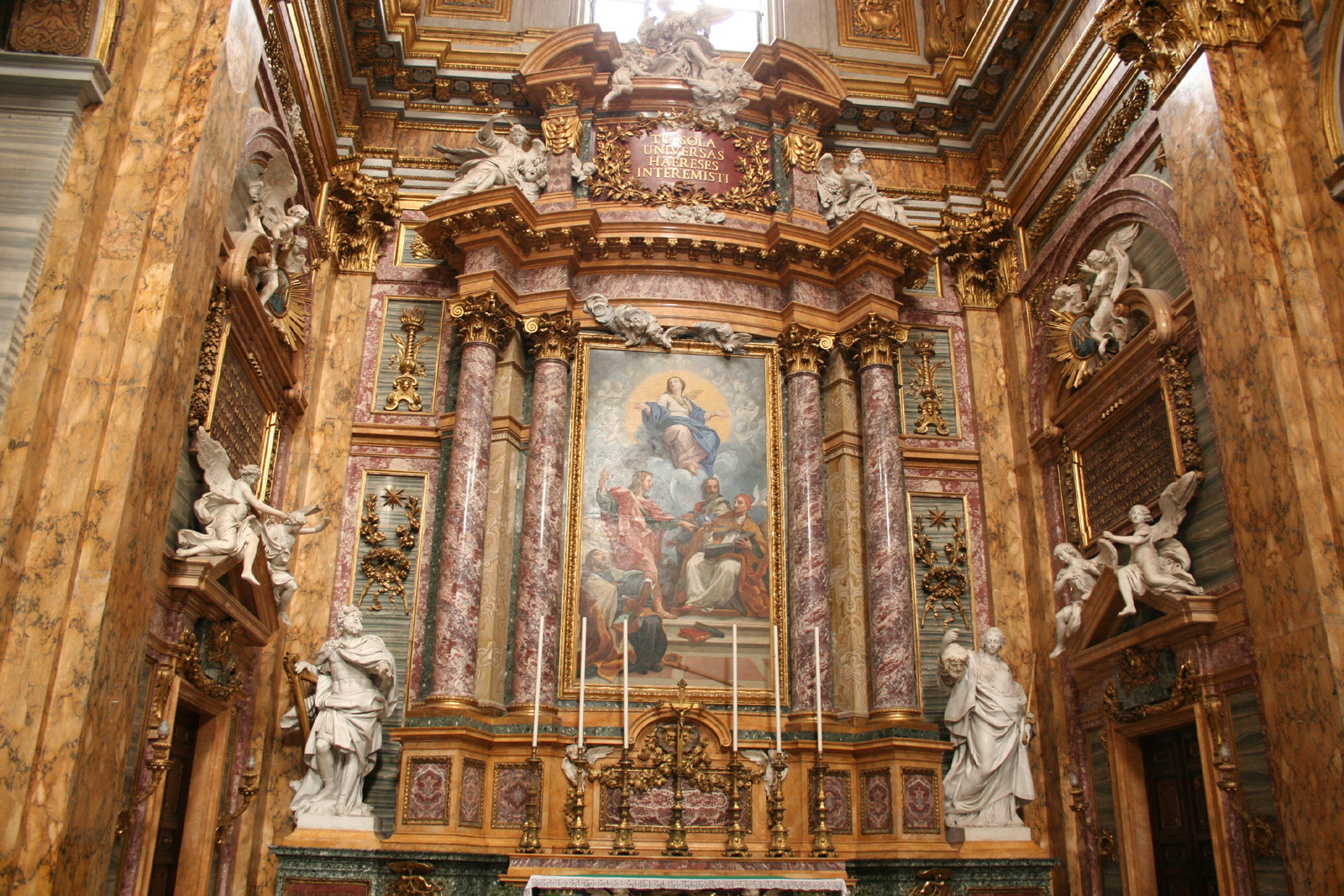
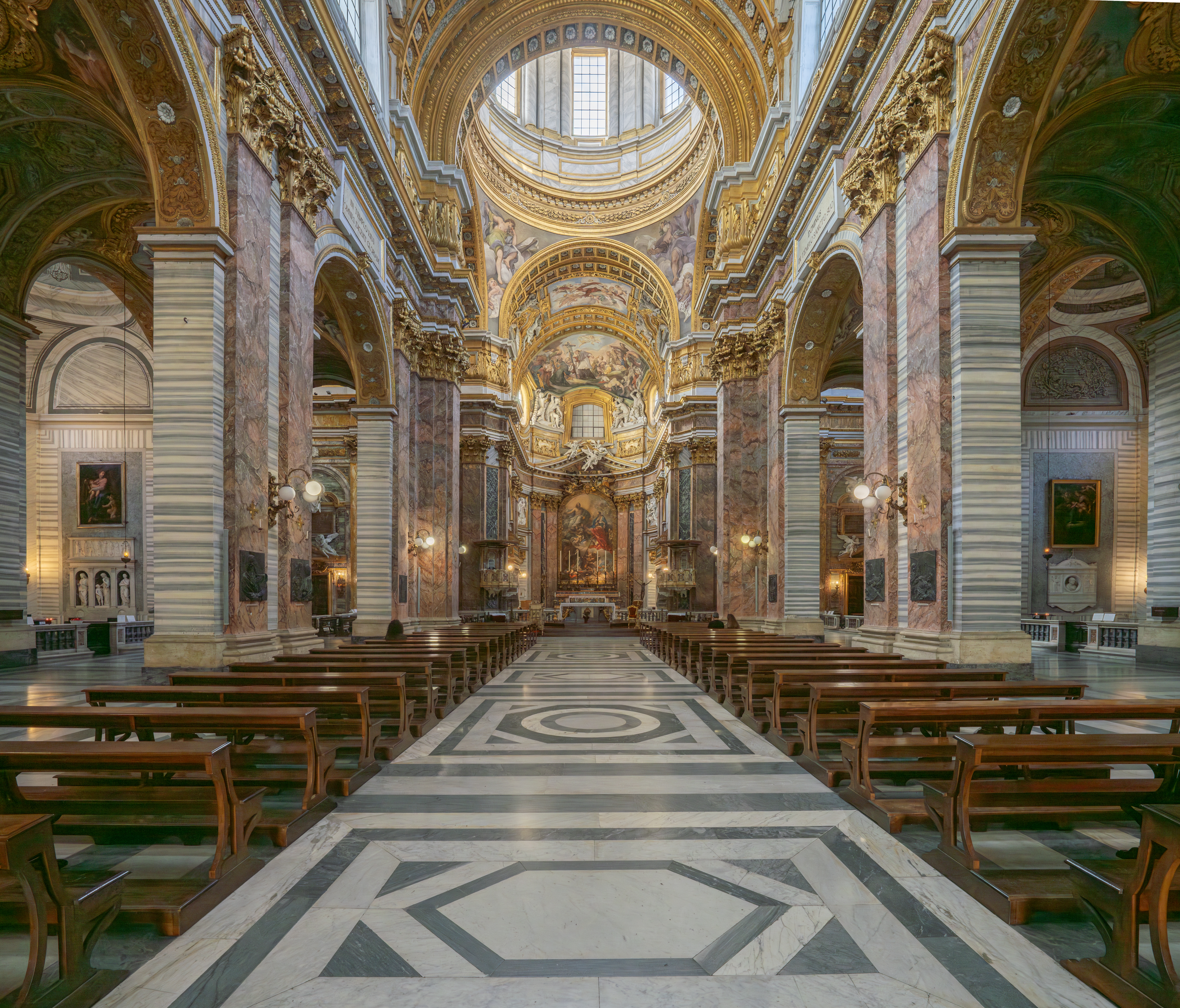
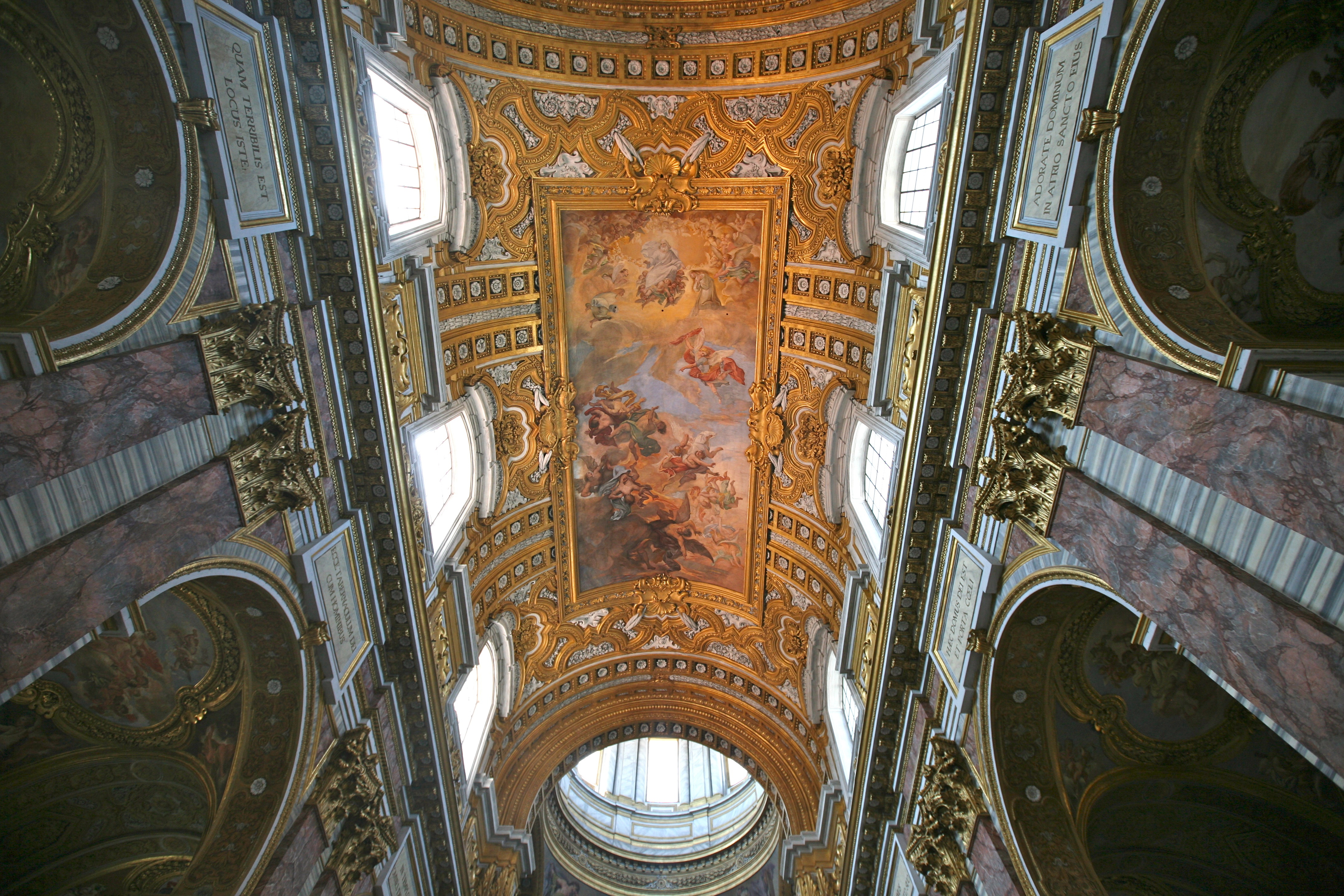
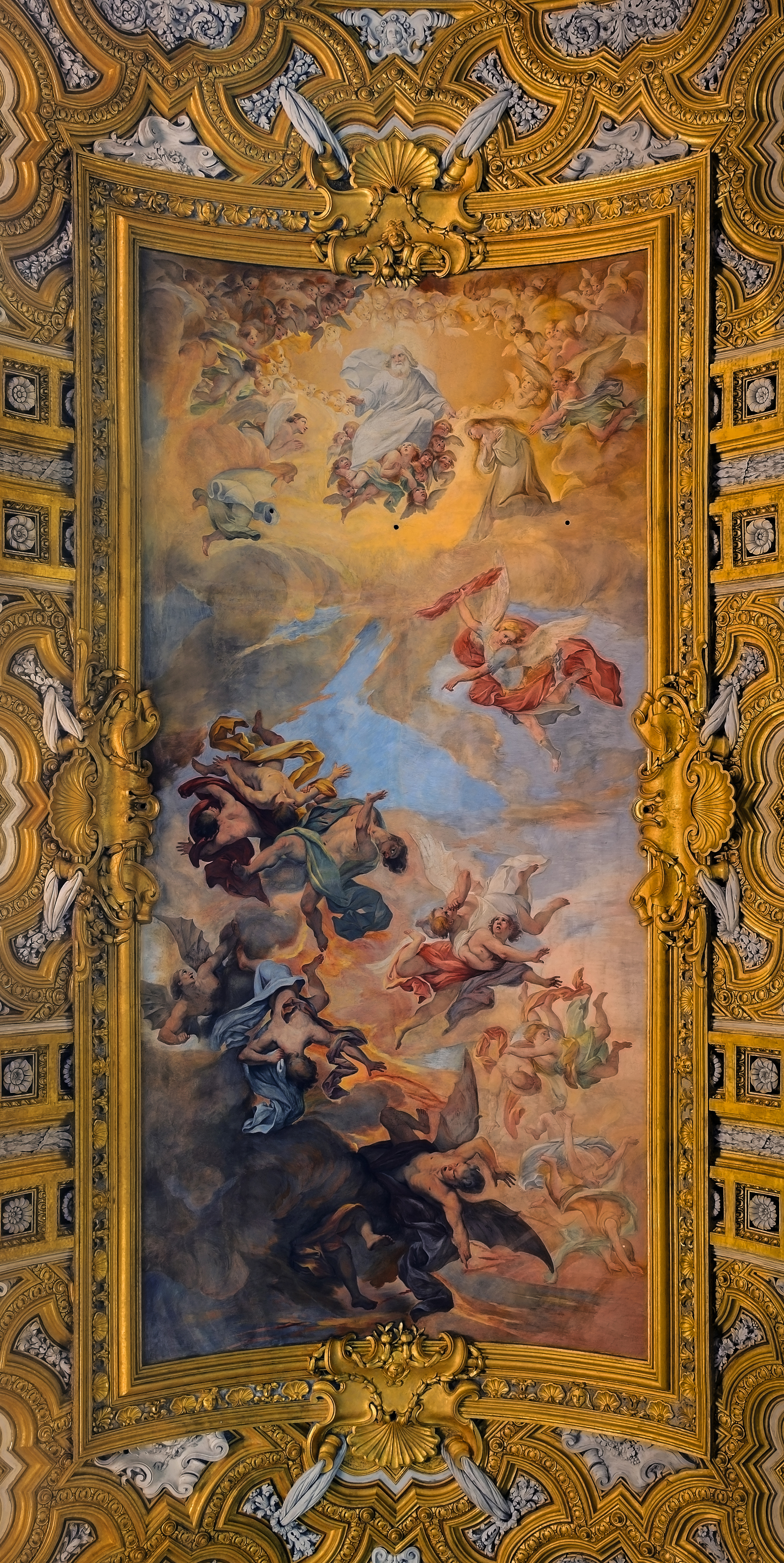